# Fernando Celada
Fernando Celada Miranda, poeta, dramaturgo y periodista mexicano; nació en 1872 en Xochimilco. Fue un luchador que apoyó al proletariado mexicano, ejerció presión con el periodismo llegando a ser considerado como "El cantor del proletariado". 
Colaboró en los periódicos Jalisco Nuevo, Bandera Roja, Redención y otros. Por sus ideas fue objeto de persecuciones y censuras. Entre los libros que escribió podemos mencionar: Cantos épicos a Juárez, Martillos y yunques, Bronces, Himnos de los martillos, para los obreros de la nación. Es recordado por su poema La caída de las hojas.
Murió el 7 de julio de 1929 en la Ciudad de México.
- Datos: Q5655863